# Marele Premiu de la Abu Dhabi din 2018
Marele Premiu de la Abu Dhabi din 2018 (cunoscut oficial ca Formula 1 2018 Etihad Airways Abu Dhabi Grand Prix) a fost o cursă auto de Formula 1 ce s-a desfășurat pe 25 noiembrie 2018 pe Circuitul Yas Marina din Abu Dhabi, Emiratele Arabe Unite. Cursa a fost cea de-a douăzeci și una etapă a Campionatului Mondial de Formula 1 din 2018.

## Calificări
Calificările au avut loc pe 24 noiembrie 2018, începând cu ora locală 17:00 UTC+4, ora 15:00 EET.
| Poz.                  | Nr. | Pilot             | Constructor               | Timpi calificări | Timpi calificări | Timpi calificări | Grila finală |
| Poz.                  | Nr. | Pilot             | Constructor               | Q1               | Q2               | Q3               | Grila finală |
| --------------------- | --- | ----------------- | ------------------------- | ---------------- | ---------------- | ---------------- | ------------ |
| 1                     | 44  | Lewis Hamilton    | Mercedes                  | 1:36,828         | 1:35,693         | 1:34,794         | 1            |
| 2                     | 77  | Valtteri Bottas   | Mercedes                  | 1:36,789         | 1:36,392         | 1:34,956         | 2            |
| 3                     | 5   | Sebastian Vettel  | Ferrari                   | 1:36,775         | 1:36,345         | 1:35,125         | 3            |
| 4                     | 7   | Kimi Räikkönen    | Ferrari                   | 1:37,010         | 1:36,735         | 1:35,365         | 4            |
| 5                     | 3   | Daniel Ricciardo  | Red Bull Racing-TAG Heuer | 1:37,117         | 1:36,964         | 1:35,401         | 5            |
| 6                     | 33  | Max Verstappen    | Red Bull Racing-TAG Heuer | 1:37,195         | 1:36,144         | 1:35,589         | 6            |
| 7                     | 8   | Romain Grosjean   | Haas-Ferrari              | 1:37,575         | 1:36,732         | 1:36,192         | 7            |
| 8                     | 16  | Charles Leclerc   | Sauber-Ferrari            | 1:37,124         | 1:36,580         | 1:36,237         | 8            |
| 9                     | 31  | Esteban Ocon      | Force India-Mercedes      | 1:36,936         | 1:36,814         | 1:36,540         | 9            |
| 10                    | 27  | Nico Hülkenberg   | Renault                   | 1:37,569         | 1:36,630         | 1:36,542         | 10           |
| 11                    | 55  | Carlos Sainz Jr.  | Renault                   | 1:37,757         | 1:36,982         |                  | 11           |
| 12                    | 9   | Marcus Ericsson   | Sauber-Ferrari            | 1:37,619         | 1:37,132         |                  | 12           |
| 13                    | 20  | Kevin Magnussen   | Haas-Ferrari              | 1:37,934         | 1:37,309         |                  | 13           |
| 14                    | 11  | Sergio Pérez      | Force India-Mercedes      | 1:37,255         | 1:37,541         |                  | 14           |
| 15                    | 14  | Fernando Alonso   | McLaren-Renault           | 1:37,890         | 1:37,743         |                  | 15           |
| 16                    | 28  | Brendon Hartley   | Scuderia Toro Rosso-Honda | 1:37,994         |                  |                  | 16           |
| 17                    | 10  | Pierre Gasly      | Scuderia Toro Rosso-Honda | 1:38,166         |                  |                  | 17           |
| 18                    | 2   | Stoffel Vandoorne | McLaren-Renault           | 1:38,577         |                  |                  | 18           |
| 19                    | 35  | Serghéi Sirótkin  | Williams-Mercedes         | 1:38,635         |                  |                  | 19           |
| 20                    | 18  | Lance Stroll      | Williams-Mercedes         | 1:38,682         |                  |                  | 20           |
| Regula 107%: 1:43.549 |     |                   |                           |                  |                  |                  |              |
| Sursa:                |     |                   |                           |                  |                  |                  |              |

## Cursa
Cursa a avut loc pe 25 noiembrie 2018, începând cu ora locală 17:00 UTC+4, ora 15:00 EET, și a durat 55 de tururi.
| Poz.   | Nr. | Pilot             | Constructor               | Tururi | Timp/Retras        | Grilă | Puncte |
| ------ | --- | ----------------- | ------------------------- | ------ | ------------------ | ----- | ------ |
| 1      | 44  | Lewis Hamilton    | Mercedes                  | 55     | 1:39:40,382        | 1     | 25     |
| 2      | 5   | Sebastian Vettel  | Ferrari                   | 55     | +2,581             | 3     | 18     |
| 3      | 33  | Max Verstappen    | Red Bull Racing-TAG Heuer | 55     | +12,706            | 6     | 15     |
| 4      | 3   | Daniel Ricciardo  | Red Bull Racing-TAG Heuer | 55     | +15,379            | 5     | 12     |
| 5      | 77  | Valtteri Bottas   | Mercedes                  | 55     | +47.957            | 2     | 10     |
| 6      | 55  | Carlos Sainz Jr.  | Renault                   | 55     | +1:12,548          | 11    | 8      |
| 7      | 16  | Charles Leclerc   | Sauber-Ferrari            | 55     | +1:30,789          | 8     | 6      |
| 8      | 11  | Sergio Pérez      | Force India-Mercedes      | 55     | +1:31.275          | 14    | 4      |
| 9      | 8   | Romain Grosjean   | Haas-Ferrari              | 54     | +1 tur             | 7     | 2      |
| 10     | 20  | Kevin Magnussen   | Haas-Ferrari              | 54     | +1 tur             | 13    | 1      |
| 11     | 14  | Fernando Alonso   | McLaren-Renault           | 54     | +1 tur             | 15    |        |
| 12     | 28  | Brendon Hartley   | Scuderia Toro Rosso-Honda | 54     | +1 tur             | 16    |        |
| 13     | 18  | Lance Stroll      | Williams-Mercedes         | 54     | +1 tur             | 20    |        |
| 14     | 2   | Stoffel Vandoorne | McLaren-Renault           | 54     | +1 tur             | 18    |        |
| 15     | 35  | Serghéi Sirótkin  | Williams-Mercedes         | 54     | +1 tur             | 19    |        |
| Ab     | 10  | Pierre Gasly      | Scuderia Toro Rosso-Honda | 46     | Motor              | 17    |        |
| Ab     | 31  | Esteban Ocon      | Force India-Mercedes      | 44     | Motor              | 9     |        |
| Ab     | 9   | Marcus Ericsson   | Sauber-Ferrari            | 24     | Pierdere de putere | 12    |        |
| Ab     | 7   | Kimi Räikkönen    | Ferrari                   | 6      | Pierdere de putere | 4     |        |
| Ab     | 27  | Nico Hülkenberg   | Renault                   | 0      | Coliziune          | 10    |        |
| Sursa: |     |                   |                           |        |                    |       |        |

## Clasamentele finale ale campionatelor
|        | Poz. | Pilot            | Puncte |
| ------ | ---- | ---------------- | ------ |
|        | 1    | Lewis Hamilton*  | 408    |
|        | 2    | Sebastian Vettel | 320    |
|        | 3    | Kimi Räikkönen   | 251    |
| 1      | 4    | Max Verstappen   | 249    |
| 1      | 5    | Valtteri Bottas  | 247    |
| Sursa: |      |                  |        |

|        | Poz. | Constructor               | Puncte |
| ------ | ---- | ------------------------- | ------ |
|        | 1    | Mercedes*                 | 655    |
|        | 2    | Ferrari                   | 571    |
|        | 3    | Red Bull Racing-TAG Heuer | 419    |
|        | 4    | Renault                   | 122    |
|        | 5    | Haas-Ferrari              | 93     |
| Sursa: |      |                           |        |

- Notă: Doar primele cinci poziții sunt incluse în ambele seturi de clasamente.
- Textul cu caractere îngroșate și un asterisc indică campionii mondiali din 2018.